# 장수서창동
장수서창동(長壽西昌洞)은 인천광역시 남동구의 행정동이다. 법정동은 서창동 일부, 장수동, 운연동을 관할하고 있다. 경기도 시흥시 신천동과 경계를 접한 인천 내륙의 관문이며, 수도권제1순환고속도로, 제2경인고속도로 등이 교차하는 교통의 중심 지역이다. 인천대공원과 소래산, 만의골 주변 현장학습 공간, 향토음식마을, 추어마을 등 여가 및 휴식 공간이 있어 인천 시민과 인근 타 지역 주민이 항상 즐겨찾는 지역이다.

## 유래
장수동(長壽洞)은 백세까지 장수하는 마을이라는 뜻에서 옛날에는 장자골말, 만이골말, 무넘이말 세부락으로 이루어진 농촌지역이었다. 1914년 부천군 남동면 장수리였다가, 1940년 인천부로 편입되어 장수정이 되었으며 1946년 동명정정으로 장수동이 되었다. 이곳은 거마산과 관모산으로 둘러 싸여 60% 이상이 산지로 이루어져 있으며 최근 장자골을 중심으로
구획정리 사업이 실시되어 도농복합지역으로 변모해가고 있는 지역이다.
운연동은 옛날 조동면 음실, 연락골이었다. 1903년 인천부가 동리명을 확정할 때 상음리, 하음리, 연락리로 나누어졌으며 1906년 연락리로 다시 단일화되었다. 1914년 연락골, 구름실, 제청말을 병합하여 운곡과 연락의 이름을 따서 비로소 운연리가 되어 부천군에 편입되었다. 1940년 인천부 확장에 따라 인천부에 재편입하게 되어 운연정이 되었으며 해방 후 1946년 동명 개정으로 운연동이 되었다.
서창동은 옛날 조동면 설래마을이었다. 예전 농지세를 현물세인 벼나 콩, 잡곡 등을 나라에 낼 때 20여리나 떨어진 북창이나 동창에 납부해야하는 불편을 감수해야했는데 조동면에 창고를 설치해 줄 것을 청원하여 집터와 갯골을 주민들이 직접 만들고 선착장을 만들어 서창(西倉)을 설치했다. 해방 후 번창하는 동네가 되길 기원하는 뜻에서 서창(西昌)으로 바뀌었다.

## 연혁
- 1968년 1월 1일 구제 실시에 따라 인천시 남구 장수동, 서창동이 되었음
- 1981년 7월 1일 직할시 승격으로 인천직할시 남구 장수동, 서창동이 되었음
- 1988년 1월 1일 남동구 분구로 인천직할시 남동구 장수동, 서창동이 되었음
- 1995년 3월 1일 광역시로 승격되어 인천광역시 남동구 장수동, 서창동이 되었음
- 1998년 11월 1일 장수동-서창동 통합으로 인천광역시 남동구 장수서창동으로 개칭[3]

## 법정동
- 장수동(長壽洞)
- 서창동(西昌洞)
- 운연동(雲宴洞)

## 아파트
| 단지명              | 건설사         | 시행사         | 주소                         | 입주        | 비고     |
| ------------------- | -------------- | -------------- | ---------------------------- | ----------- | -------- |
| 장수주공            | 신성건설       | 대한주택공사   | 남동구 장수로 27 (장수동)    | 2005년 7월  | 국민임대 |
| 서창 자이           | ㈜지에스건설   | 한국토지신탁   | 남동구 장아산로 157 (서창동) | 2008년 12월 |          |
| 서창 임광그대가     | 임광토건㈜     | 디씨엠하우징㈜ | 남동구 장아산로 158          | 2007년 2월  |          |
| 서창 현대모닝사이드 | 고려산업개발㈜ | 고려산업개발㈜ |                              | 2002년 11월 |          |
| 서창 서해그랑블     | 서해종합건설㈜ | 서해종합건설㈜ |                              | 2008년 5월  |          |

## 교육
- 서창초등학교
- 서창중학교

## 사진
장수서창동 행정복지센터

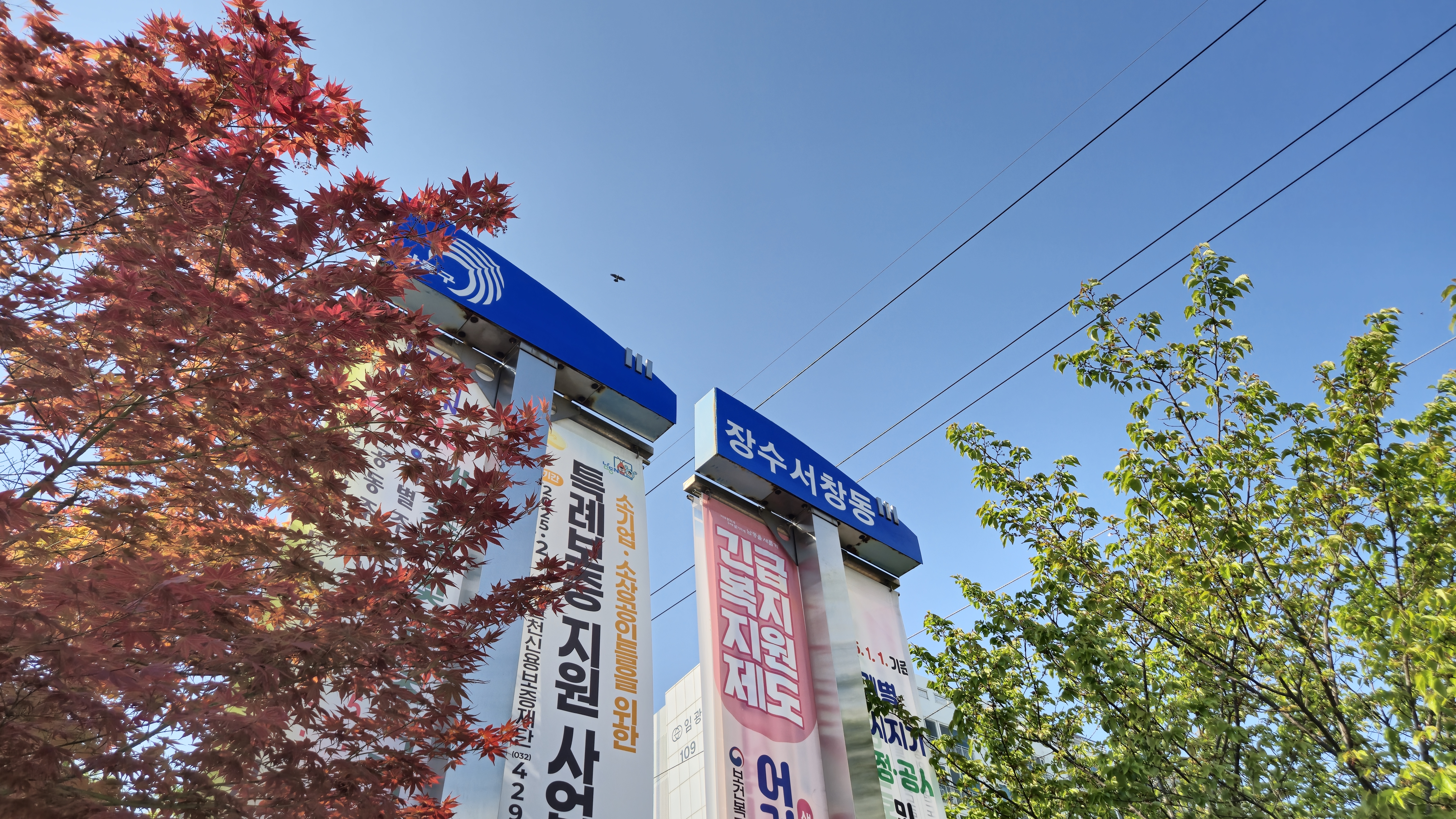
장수서창동 행정복지센터 간판
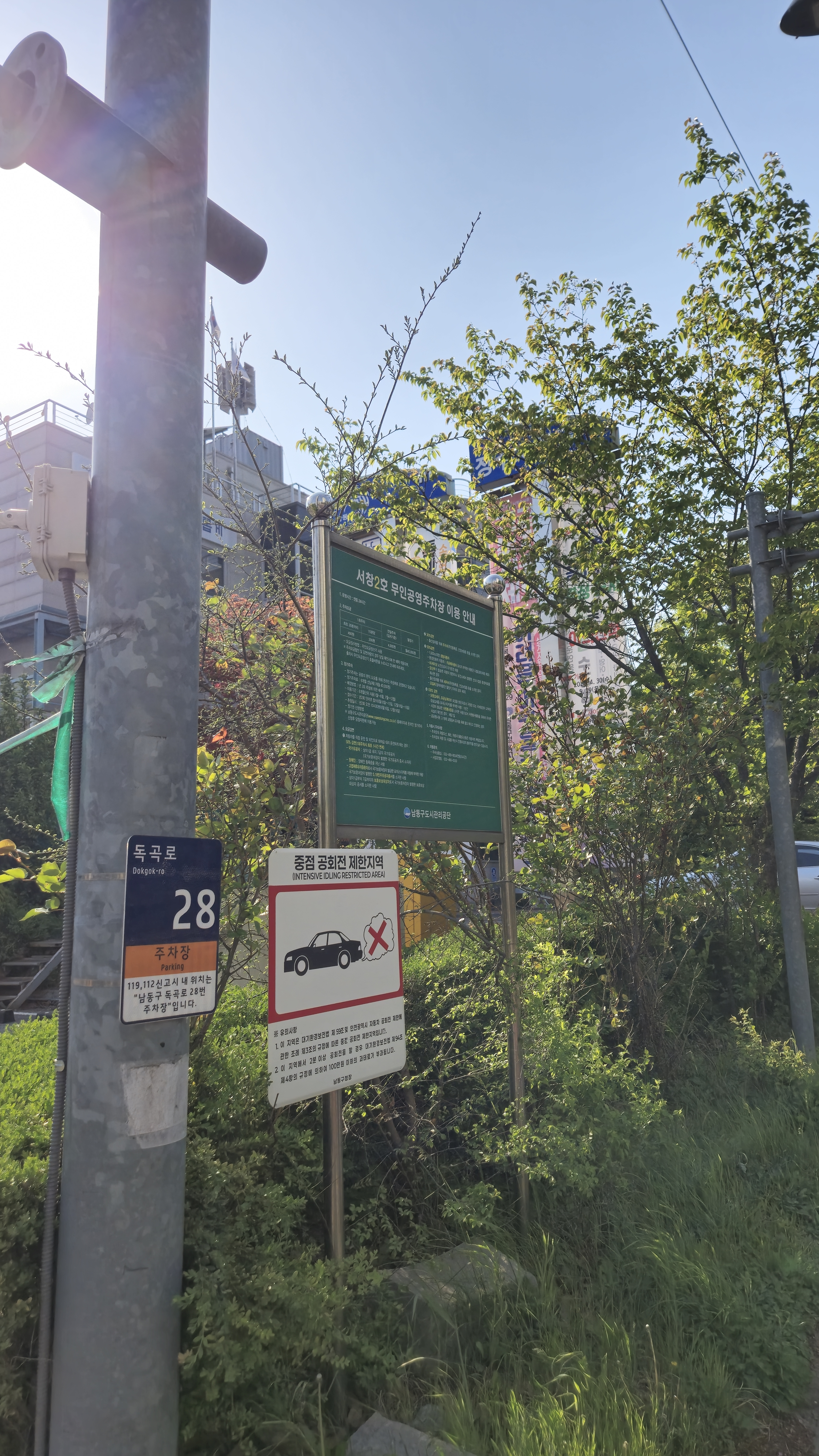
장수서창동 행정복지센터 주차장(서창2호 주차장)

주요시설

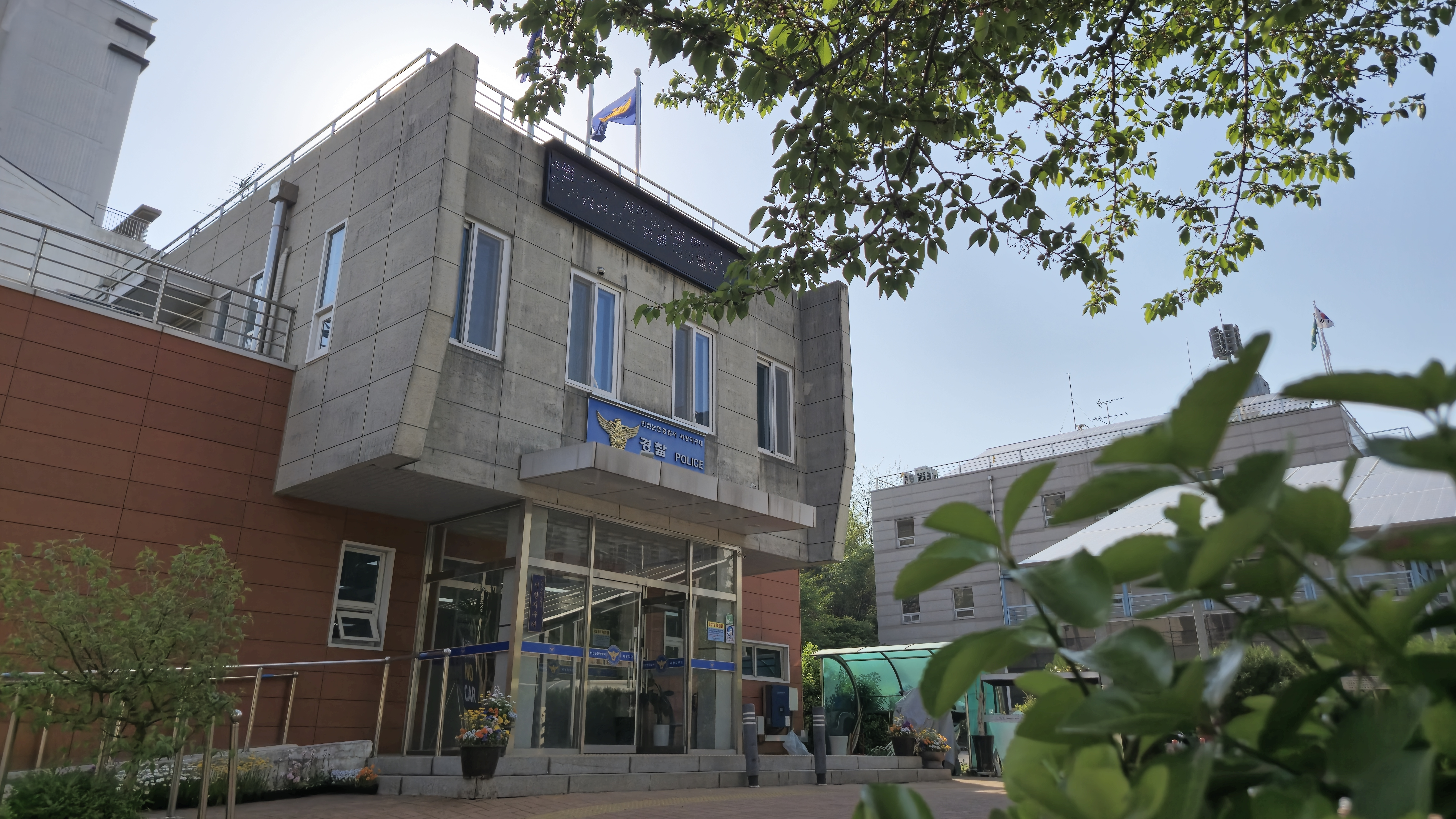
서창지구대
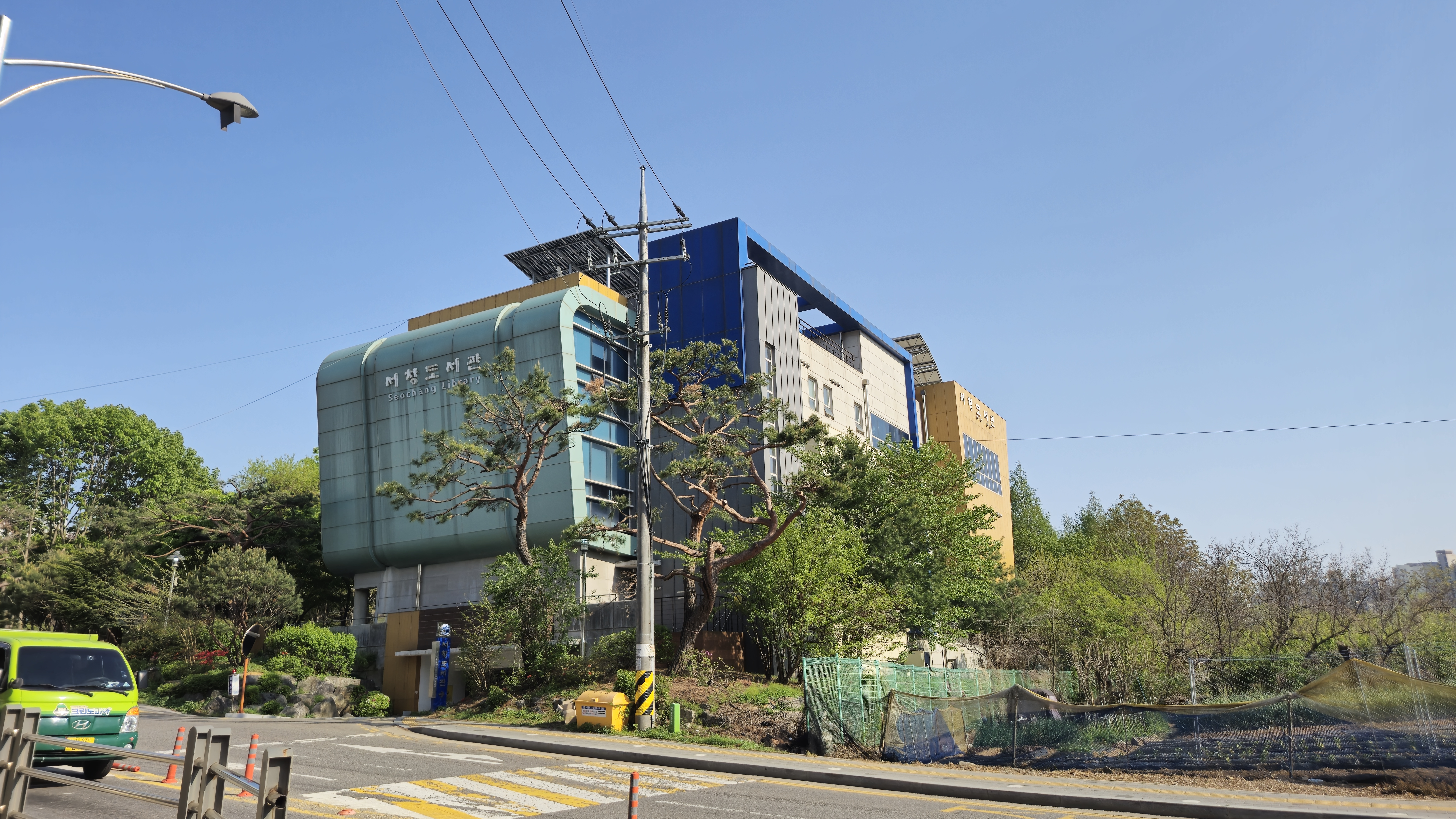
서창도서관
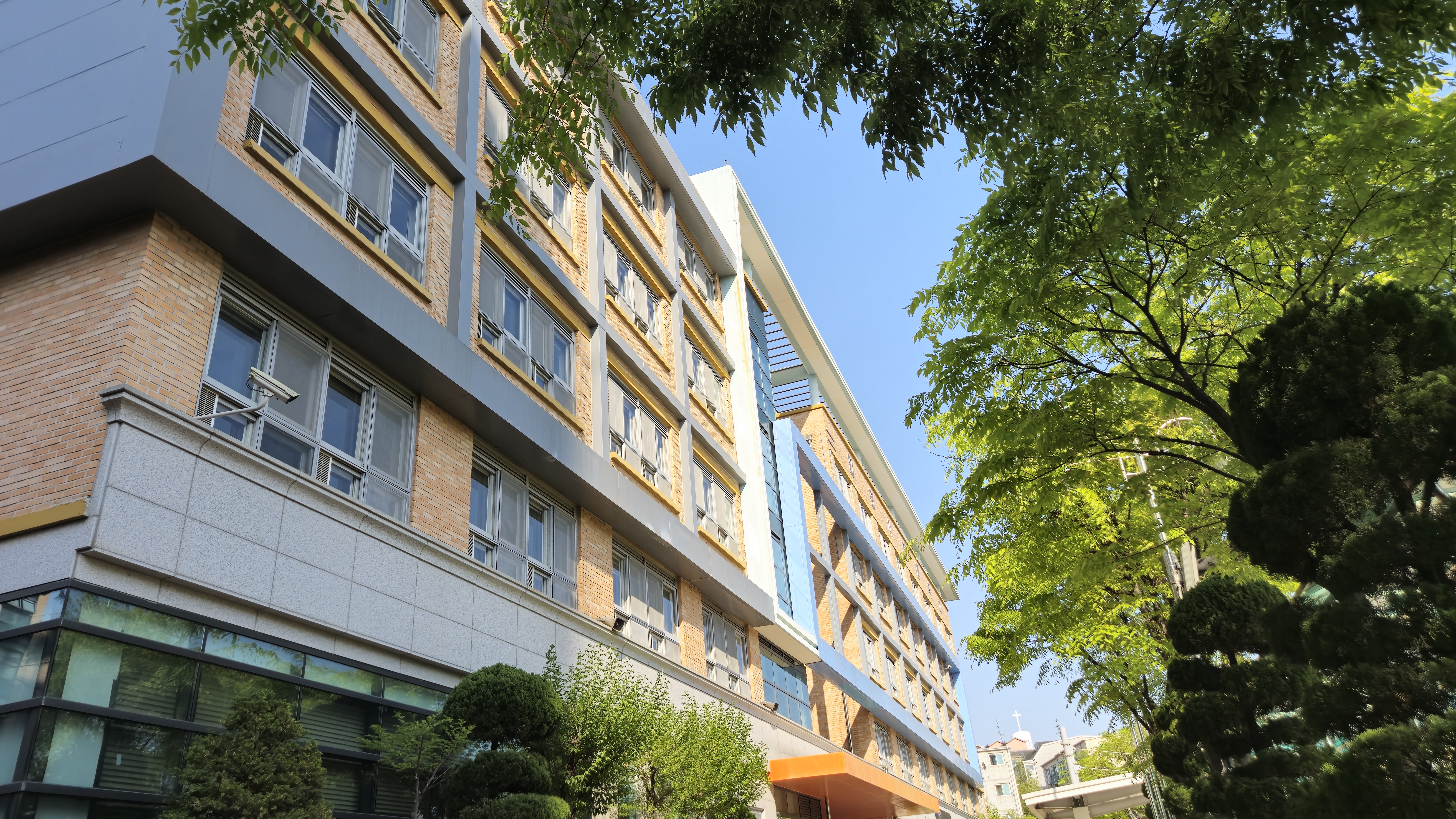
서창중학교

인천대공원 및 운연역

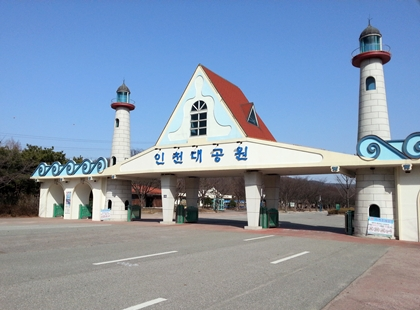
인천대공원 입구
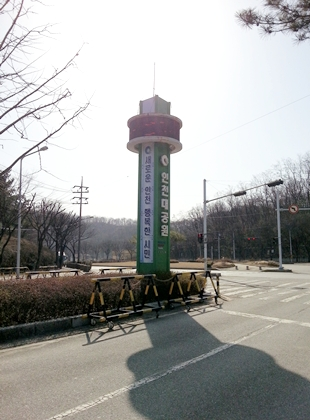
인천대공원 관람탑
인천대공원 환경미래관
인천대공원 환경미래관 뒤에 있는 정원
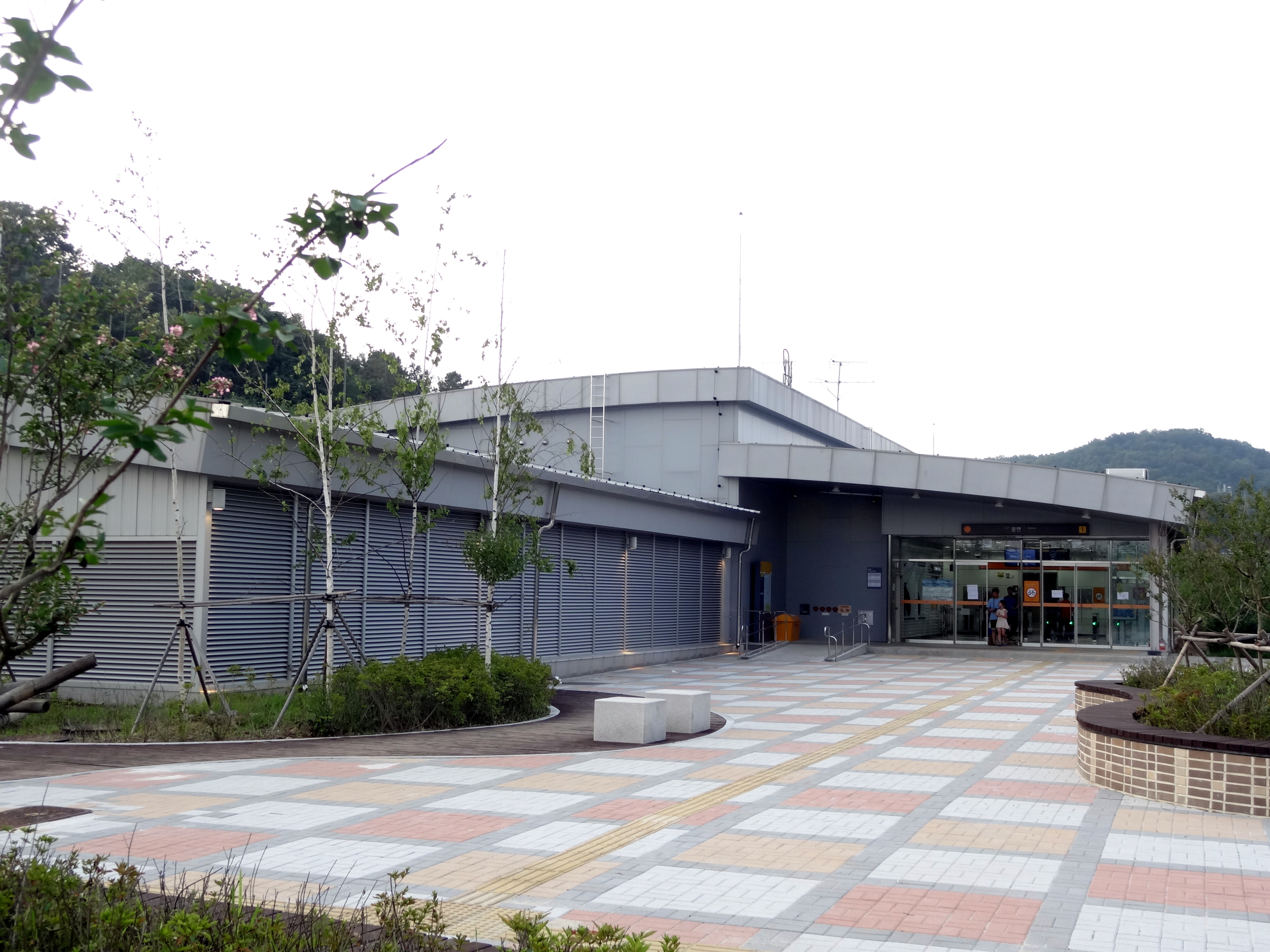
운연역
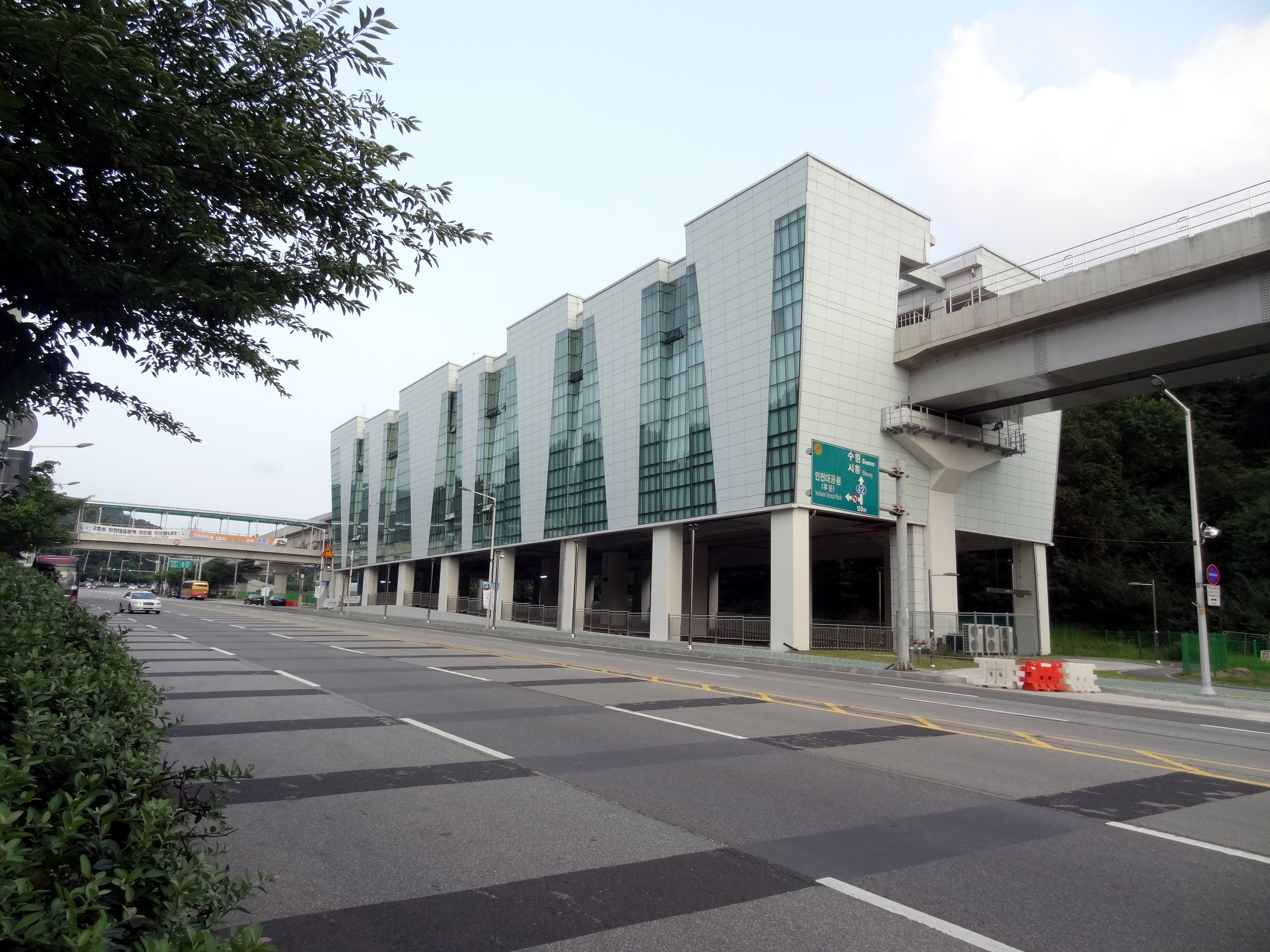
인천대공원역 역사 전경
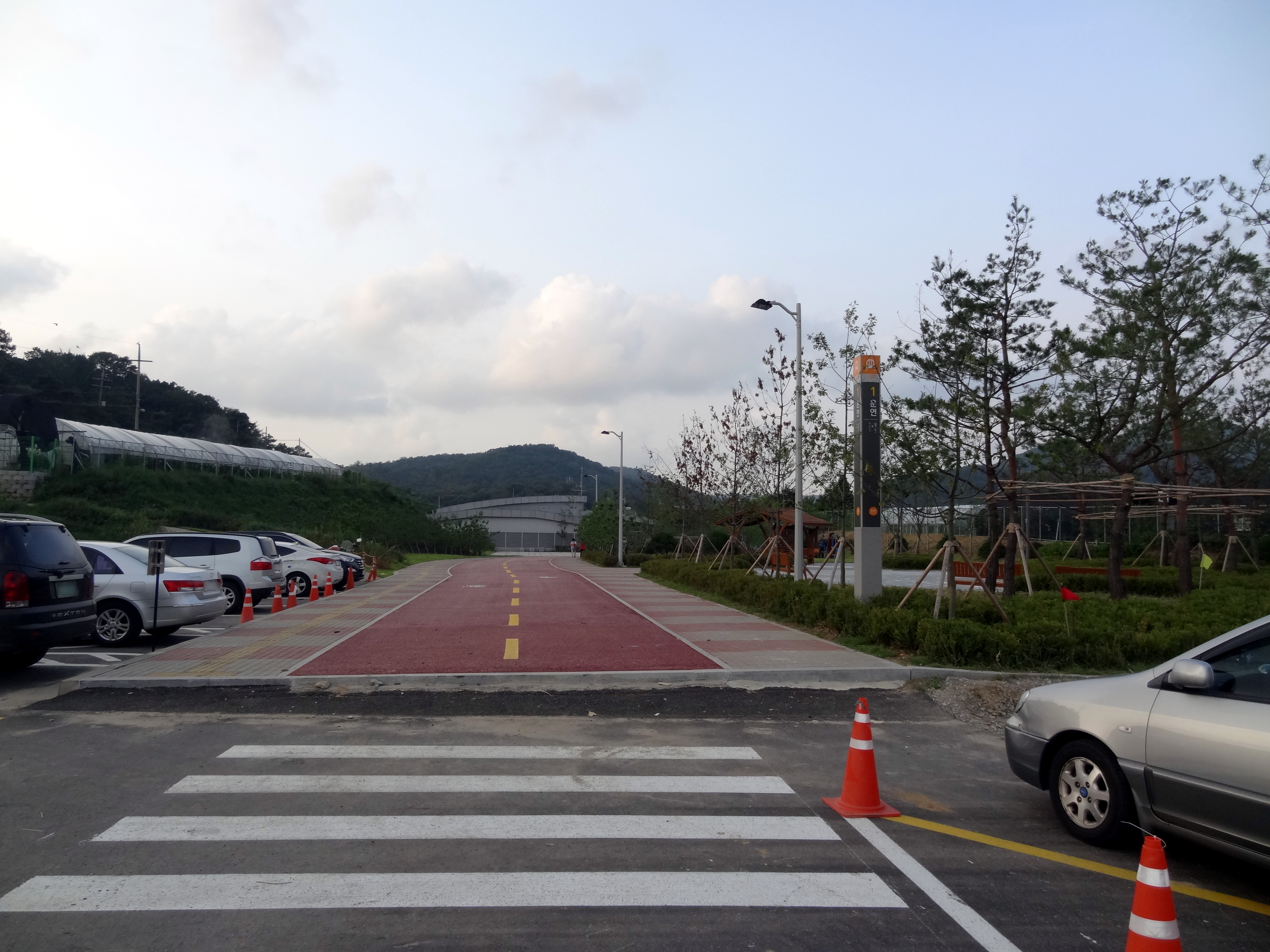
운연역 진입로
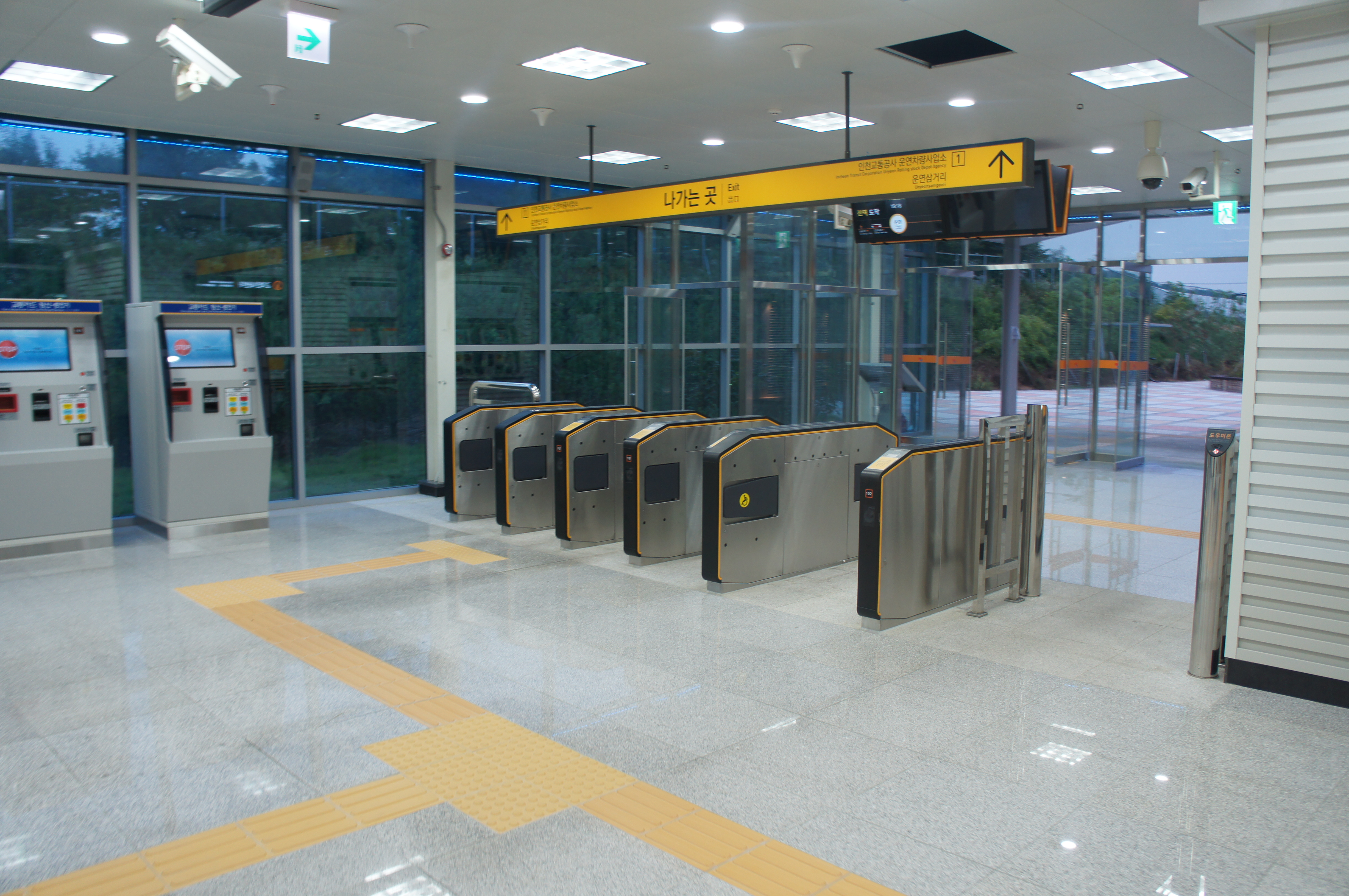
운연역 맞이방
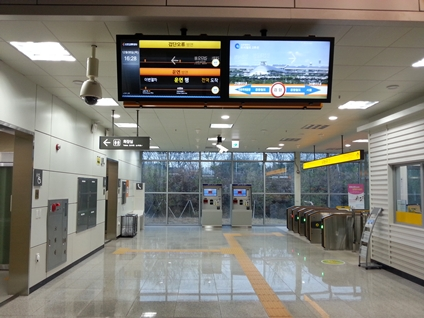
운연역의 표를 내는 곳 내부
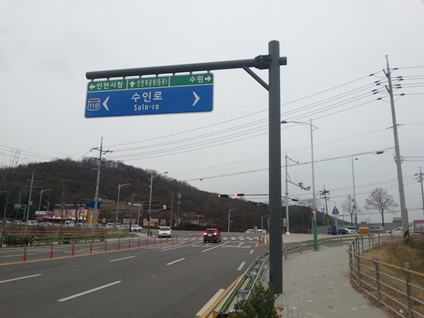
수인로와 운연천로가 교차하고 있는 표지판